# Brian Thomas Smith

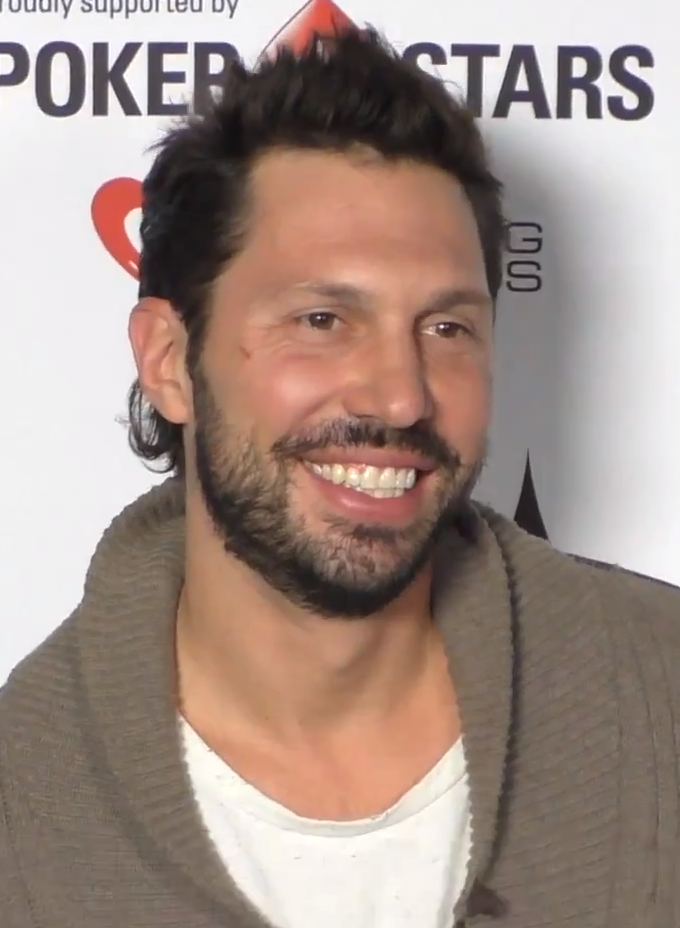
Brian Thomas Smith, 2016

Brian Thomas Smith (* 13. Mai 1977 in St. Louis) ist ein US-amerikanischer Schauspieler und Komiker.

## Leben
Smith studierte an der University of Central in Missouri, bevor er nach Los Angeles zog. Er war Mitglied der Sketch-Comedy-Truppe The Exploding Pyjamas.
Er ist besonders durch seine Nebenrolle als Zack Johnson in der Sitcom The Big Bang Theory bekannt. Des Weiteren hatte er einen Gastauftritt in Two and a Half Men. 2012 spielte er in einer Folge der Serie Happy Endings die Rolle des Nick. 2015 war er in Mr. Collins’ zweiter Frühling zu sehen.

## Filmografie (Auswahl)
- 2010–2019: The Big Bang Theory (Fernsehserie, 11 Folgen)
- 2019: The Neighborhood (Fernsehserie, 1 Folge)
- 2020: 9-1-1: Lone Star (Fernsehserie, 1 Folge)
- 2021–2022: United States of Al (Fernsehserie, 35 Folgen)
- 2022: Willkommen bei den echten Louds (The Really Loud House, Fernsehserie, 3 Folgen)
- 2022: Navy CIS (NCIS, Fernsehserie, 1 Folge)
- 2024: Shrinking (Fernsehserie, 1 Folge)